# Vittorio Putti
Vittorio Putti (Bologna, 1º marzo 1880 – Bologna, 1º novembre 1940) è stato un medico e chirurgo italiano.

## Biografia
Vittorio Putti nacque a Bologna il 1º marzo 1880, figlio di Marcello Putti (chirurgo all'Ospedale Maggiore di Bologna) e di Assunta Panzacchi, sorella del poeta Enrico Panzacchi. Il suo unico fratello Cesare e suo zio Emilio morirono combattendo in guerra, il primo a Adua e il secondo a Massaua.
L'ambiente nel quale crebbe lo aiutò nella formazione artistica e culturale: grazie a suo padre Vittorio e a suo zio Enrico, ebbe l'opportunità di conoscere scrittori come Giosuè Carducci, Giovanni Pascoli, Olindo Guerrini, Severino Ferrari e uomini di scienza come Augusto Murri, Alfonso Poggi, Giuseppe Ruggi, Bartolo Nigrisoli, Augusto Righi e soprattutto Alessandro Codivilla. L'incontro con i suddetti scrittori gli permise di coltivare un interesse per la musica e le arti che si sarebbe portato avanti per tutta la vita: dagli incontri con gli scienziati nacque la sua passione per la scienza e in particolar modo per la medicina. Si pensa che fu la sicurezza e l'eleganza con cui Codivilla operava a convincerlo a dedicarsi all'ortopedia.
Putti uscì dal liceo conoscendo già il francese e imparò in fretta il tedesco e l'inglese (grazie anche ai suoi viaggi in Europa e in America).
Si laureò in Medicina e Chirurgia nel 1903 e, dopo aver vissuto per pochi anni in Germania tra cliniche e ospedali, cominciò a lavorare come assistente di Codivilla all'Istituto Ortopedico Rizzoli entrando ben presto nelle grazie di quest'ultimo che notava in lui quelle caratteristiche che lo differenziavano da qualsiasi altro assistente comune e che l'avrebbero reso il suo pupillo nonché erede ideale.

### Esperienze all'estero e ritorno a Bologna
La radiologia, nata in Germania nel 1895, non aveva ancora trovato terreno fertile in Italia e Putti, che era già stato in Germania e aveva avuto modo di impratichirsi di tecnica radiologica, da diverso tempo si era interessato alle letture di fascicoli di scienza radiologica e all'utilizzo degli apparecchi di Röntgen. Chiese così il permesso a Codivilla di iscriversi ad un corso di tecnica radiologica a Monaco. Codivilla accettò la sua richiesta ed egli perciò si dimise dall'Istituto e partì per la Germania il 9 marzo 1907 ove rimase per circa cinque mesi.
Qui ebbe l'opportunità di conoscere e frequentare medici e chirurghi come Ermanno Gocht ad Halle, Oscar Vulpius a Heidelberg, Bernardo Bardenheuer a Colonia e Giorgio Joachimsthal a Berlino: proprio quest'ultimo propose Putti alla D.O.G. (Deutsche Orthopädische Gesellschaft, ovvero la Società Ortopedica Tedesca), della quale divenne socio nel maggio 1907.
Così il 31 maggio 1907 Vittorio Putti scriveva al padre:
(Vittorio Putti)
Ritornò a Bologna il 25 luglio dello stesso anno per poi lasciarla nuovamente nove mesi dopo per partecipare, insieme a Codivilla, al settimo congresso della D.O.G. il 23 e il 24 aprile 1908. Furono entrambi ben accolti, infatti:
(Vittorio Putti)
Putti partì dunque il 27 aprile alla volta dell'Austria e dell'Ungheria, dove fu ricevuto da Giulio Dollinger a Budapest e da Adolf Lorenz a Vienna.
In Germania Putti scrisse tre memorie: Sui tumori sanguigni dei muscoli, Intorno alla sopraelevazione della scapola e Sulle scoliosi congenite; queste furono anche pubblicate in tedesco e accolte in quella che era al tempo la più accreditata di tutte le riviste periodiche di radiologia, ovvero la Fortschritte auf dem Gebiete der Röntgenstrahlen ("Progressi nel campo dei raggi di Röntgen", ovvero nel campo dei raggi X).
Putti non conobbe però solo ortopedici: egli infatti incontrò nei suoi viaggi in Germania e in Austria chirurghi generali ed esperti di medicina splancnica come August Bier, Anton Eiselsberg, Rudolf Klapp, Emil Theodor Kocher, Albert Narath. Il consiglio di fare pratica anche nel campo della chirurgia generale e in quello della splancnica gli fu dato da Codivilla, il quale affidò Putti nelle mani del chirurgo Benedetto Schiassi.
Putti rimase sotto la guida di Schiassi dall'agosto 1907 fino a tutto il 1908, ma non in modo continuo dato che egli fu impegnato all'estero dal 2 aprile al 25 maggio 1908.

### L'ascesa a Direttore del Rizzoli
(Augusto Anzoletti)
Il "principale" cui fa riferimento Augusto Anzoletti è Alessandro Codivilla, che vide in Putti sin dal suo arrivo al Rizzoli le doti di futuro direttore dell'Istituto, non nascondendone la grande stima e affetto.
Arrivare a capo del Rizzoli non fu però cosa semplice: bisognava raggirare lo scoglio rappresentato dai due assistenti maggiori Gaetano Sangiorgi e Alfredo Mandelli, che erano superiori a Putti sia per età che per anzianità di servizio. Ma, grazie all'aiuto di Codivilla, l'ostacolo fu superato. Il 9 marzo 1907, Putti diede le dimissioni partendo per l'estero per fare esperienza. Vennero dunque nominati due nuovi assistenti e quando Putti ritornò nel 1908, egli fu scelto come "Assistente effettivo addetto ai gabinetti scientifici", mentre Gaetano Sangiorgi e Alfredo Mandelli ricevettero la nomina di chirurghi primari. L'11 gennaio 1909 fu Codivilla a presentare le dimissioni in quanto non più in grado di reggere i numerosi impegni a causa della sua salute cagionevole. La sua proposta fu inizialmente rifiutata, ma ben presto l'Amministrazione provinciale dovette accettare la richiesta relegando Codivilla al ruolo di "Consulente" e lasciando il titolo di direttore del Rizzoli a Sangiorgi e quello di "Vicedirettore" a Putti.
Nel 1910 Putti divenne libero docente di ortopedia, nel 1911 arrivò secondo nel concorso a professore straordinario per diventarlo poi nel 1912. In questo stesso anno morì Codivilla, con Sangiorgi che divenne "Direttore tecnico" e Putti "Direttore Clinico" fino al 1915, anno in cui Putti fu finalmente nominato "Direttore unico".

### L'organizzazione del Rizzoli durante la Prima Guerra Mondiale e la fama internazionale

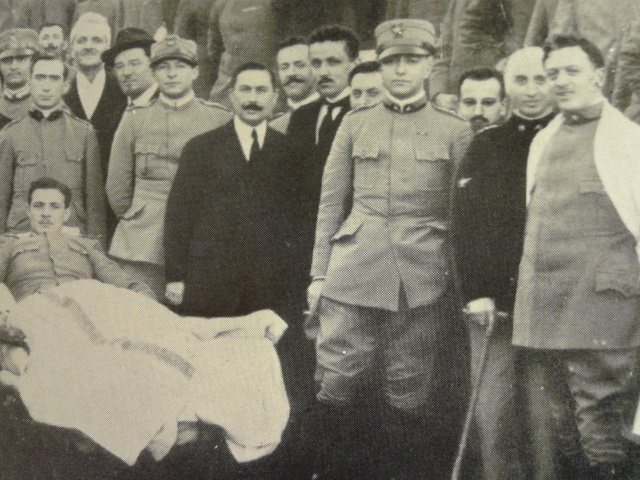
Putti tra i feriti della guerra

Nel 1915, allo scoppio della prima guerra mondiale, l'Italia si trovò impreparata all'evento, anche dal punto di vista sanitario. Il Rizzoli fu dunque trasformato in un ospedale di guerra e:
(Augusto Anzoletti)
Alcuni assistenti furono chiamati a combattere al fronte e quelli rimasti si trovarono con pochi mezzi per affrontare le esigenze imposte dalla guerra: nonostante ciò, Putti seppe organizzare il Rizzoli in modo da far fronte alle necessità belliche creando un'officina ortopedica in grado di fornire protesi e il massimo dell'assistenza ai feriti.
Una volta terminata la guerra, il Rizzoli tornò ad essere ospedale civile anche se, oltre ai comuni cittadini, continuarono ad essere curati anche soldati provenienti dalle guerre ancora combattute in Spagna e in Abissinia: i casi più gravi che si presentarono furono quelli di mutilazioni bilaterali, che furono trattate tramite l'utilizzo di mani prensili, mani da lavoro, ginocchia articolari e altri dispositivi.
Putti si recò per due volte a Londra, nel 1918 per la riunione del terzo Consiglio interalleato per gli invalidi e l'anno seguente invitato dal medico inglese Robert Jones per tenere una conferenza sull'artrolisi e sulle protesi cinematiche, conferenza che riscosse molto successo grazie anche all'efficacia delle protesi realizzate da Putti durante la guerra e messe in mostra al Rizzoli.
L'ovazione raccolta in terra inglese lo spinse dunque ad affacciarsi oltre l'Atlantico per sette volte dal 1919 al 1936. Putti tenne conferenze a Washington, Baltimora, Los Angeles, San Francisco, Montevideo, Córdoba, Santiago del Cile e Lima. Egli fu due volte a Filadelfia, Chicago, Rio de Janeiro, San Paolo, La Plata e Rosario; visitò tre volte Buenos Aires, quattro New York e cinque Boston.
(Augusto Anzoletti)
La popolarità di Putti aveva raggiunto livelli talmente elevati che egli era spesso seguito nei suoi viaggi in America o al ritorno da essi da suoi accaniti seguaci e sostenitori.
Putti, il 28 febbraio 1917 (giorno dell'anniversario della morte di Alessandro Codivilla), fondò una delle più importanti riviste ortopediche dell'epoca, ovvero la Chirurgia degli Organi di Movimento ed egli propose inoltre il nome della "Société internationale de Chirurgie Orthopédique e Traumatologie" ("Società internazionale di chirurgia ortopedica e traumatologia"), che era nata per idea di Robert Jones col fine di raccogliere periodicamente medici ed esperti nel campo dell'ortopedia divenendone Presidente nel 1936.

### Nascita dell'Istituto Elioterapico Codivilla e modifiche apportate al Rizzoli

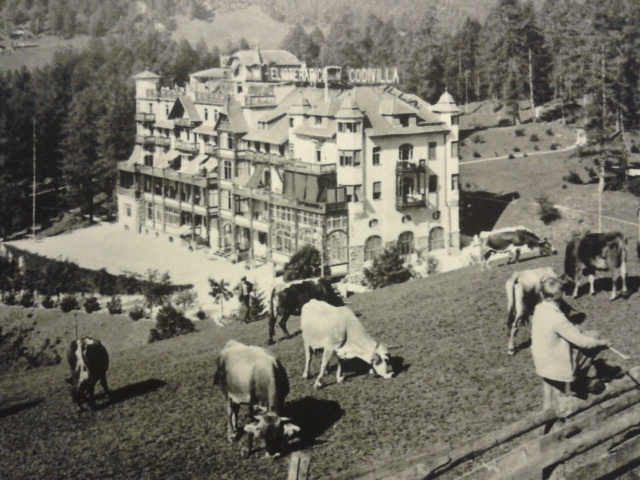
Istituto Elioterapico Codivilla

Terminata la guerra, Putti spronò gli amministratori del Rizzoli ad acquistare i semiabbandonati alberghi vicino alle Alpi per crearne un istituto elioterapico, dato che in quel periodo gli stabilimenti posti nelle zone colpite dalla guerra avevano perso molto valore. Grazie alle sue continue insistenze, Putti ottenne il consenso dell'amministrazione del Rizzoli e fu così fondato l'Istituto Elioterapico Codivilla, che avrebbe poi assunto, alla morte di Putti, il nome di Istituto Elioterapico Codivilla-Putti. Forte della conoscenza delle strutture ospedaliere e delle cliniche ortopediche statunitensi, Putti modificò radicalmente la struttura del Rizzoli, lasciandone intatta solo la "crosta" (ovvero la parte esterna).
Putti ampliò infatti la sezione di radiologia, fece edificare due nuovi padiglioni di infermeria, fece aprire altri due ambulatori, fece costruire una biblioteca nella quale raccolse libri medici moderni e antichi, fece sorgere nuove stanze per il Consiglio d'amministrazione e per l'archivio dei documenti clinici e radiologici, fece rinnovare la sala dedicata alla ginnastica riabilitativa, fece aggiornare i macchinari presenti nelle sale chirurgiche e fece raddoppiare la capacità d'accoglienza dei pazienti nell'Istituto Elioterapico Codivilla-Putti.
Nonostante ciò, nel 1935 Putti fece stampare una trentina di pagine dal titolo Come è e come dovrebbe essere l'Istituto Rizzoli nel quale affermava che:
(Vittorio Putti)
Putti è da considerare dunque l'innovatore del Rizzoli, istituto che fu giudicato dal medico annoverese Peter Bade nella sua Geschichte der deutschen ortopädischen Gesellschaft ("Storia della Società Ortopedica Tedesca"), edita nel 1939, come:
(Peter Bade)

### Morte ed eredità
Putti morì a Bologna il 1º novembre 1940 all'età di 60 anni a causa di un improvviso infarto. Dopo la sua morte venne eletto Direttore del Rizzoli Francesco Delitala, medico che prima di essere trasferito a Bologna aveva lavorato in ospedale a Venezia e come professore di ortopedia a Padova prima e a Napoli poi.
Non esiste alcun trattato ortopedico moderno nel quale il nome di Putti non sia menzionato almeno una volta. Egli contribuì in modo significativo alla storia della medicina tanto che, dopo la sua morte, l'Istituto, da lui diretto con tanta dedizione, era all'apice del successo. Il Rizzoli non era soltanto il primo ospedale ortopedico solo in Italia ma, a parere unanime di tutti coloro che lo visitarono, era anche uno dei più completi e meglio attrezzati del mondo, sia dal punto di vista scientifico che in termini di trattamenti chirurgici e riabilitativi.

## I principali contributi all'ortopedia

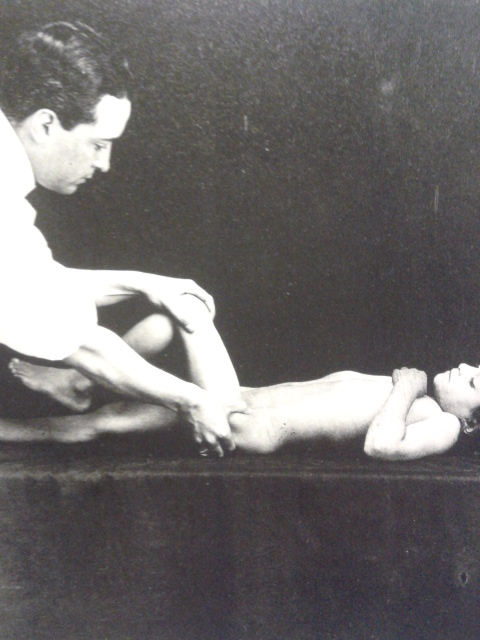
Putti che esamina un caso di dislocazione congenita dell'anca

Putti si interessò particolarmente alle dislocazioni congenite dell'anca e trattò casi di rottura del collo femorale proponendo l'utilizzo di viti anziché di chiodi. Egli si occupò anche di artroplastica, tumori ossei, fratture vertebrali, deformazioni congenite della colonna vertebrale, artrosi conseguenti a degenerazione del disco intervertebrale, osteosi eburneizzanti, angiomi muscolari e fece ricerche sulle deformità di Madelung. Putti ipotizzò inoltre che il 90% di casi di sciatica fossero di origine vertebrale, suggerendo l'utilizzo di supporti ortopedici come cura palliativa.

## Personalità
(Bartolo Nigrisoli)

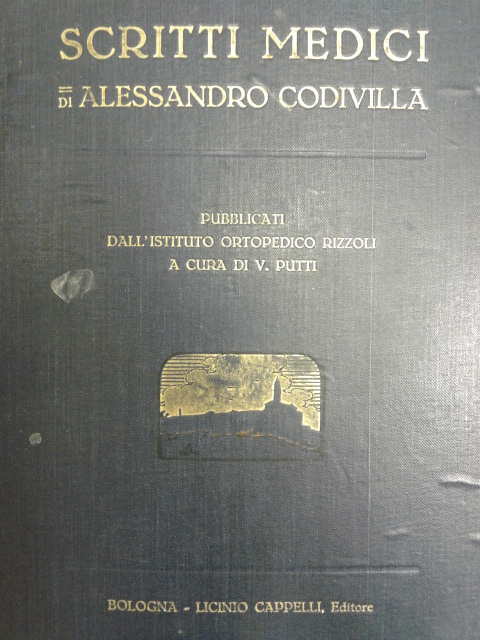
Copertina del libro "Scritti medici di Alessandro Codivilla"

Uomo dal carattere molto particolare, veniva considerato da chi affabile, da chi intrattabile, proclive al contraddire ma che odiava venir contraddetto. C'è chi lo considerava superbo, chi un "pallone gonfiato". Sicuramente la pazienza non era la sua miglior virtù, come dimostra l'episodio riguardante l'appuntamento di Putti con l'allora direttore della Zanichelli Oliviero Franchi per discutere della stampa degli scritti di Codivilla. Arrivato in direzione, a Putti fu chiesto di aspettare un poco; ma, passata mezz'ora, egli, pieno di rabbia, andò via e quando il direttore degli Stabilimenti poligrafici Emanuele Guidastri propose a Putti un ritorno alla Zanichelli, questi si sentì rispondere con tono acuto ed aspro: "nemmeno per scherzo". Putti si recò dunque da Umberto Cappelli e proprio sotto l'editoria Cappelli uscirono nel 1915 gli Scritti medici di Alessandro Codivilla, facendo nascere tra Cappelli e Putti un'amicizia che sarebbe poi durata fino alla morte di quest'ultimo.
La sorella Emilia sposò il compositore Guido Guerrini, da cui ebbe la figlia Vittoria Guerrini, poetessa, saggista e traduttrice nota con lo pseudonimo di Cristina Campo.

## Opere principali
- Un nuovo metodo di osteosintesi (Stab. Poligrafico Emiliano, Bologna, 1913)
- Raccolta degli Scritti medici di Alessandro Codivilla (Cappelli Editore, Bologna, 1915)
- Il trattamento delle fratture in Guerra (Ravà e C., Milano, 1915)
- L' opera di soccorso ai mutilati in guerra: discorso tenuto il 28 novembre 1915 (Comitato di assistenza ai mutilati e storpi di Guerra. Comitato di Bologna) (Tip. Succ. A. Garagnani, Bologna, 1916)
- Note di tecnica protetica: gli abbracchi bilaterali (Tip. Unione Ed., Roma, 1918)
- Organo di attacco per protesi da lavoro (Cappelli Editore, 1919, Bologna)
- Mesa para cirugia de Los miembros (Ist. Rizzoli, Bologna, 1928)
- Historical artificial limbs (Elsevier Inc., New York, 1929)
- Anatomia della lussazione congenita dell'anca (Cappelli Editore, Bologna, 1935)
- La Biblioteca Umberto I dell'Istituto Rizzoli in Bologna (Il Resto Del Carlino, Bologna, 1936)
- Saggio su Berengario da Carpi con traduzione italiana del trattato De fracture calvariae sive cranei (Forni, Bologna, 1937)
- Cura operatoria delle fratture del collo del femore (Cappelli, Bologna, 1940)
- Biografie di chirurghi del XVI e XIX secolo: Magati, Palletta, Scarpa, Mathijsen, Fabbri, Rizzoli, Margary, Paci (Cappelli Editore, Bologna, 1941)
- La chirurgia degli organi di movimento. Indice generale dei volumi da I a X (1917-1926). Da XI a XX (1927-1934). Da XXI a XL (1935-1954) (Cappelli Editore, Bologna, 1956)